# Тянь Сюсы
Тянь Сюсы (кит. упр. 田修思; род. в феврале 1950, пров. Пинъюань) — китайский военный политработник высшего ранга, генерал-полковник (30.07.2012), политкомиссар ВВС НОАК КНР в 2012-2015 гг.
Член КПК с июня 1968 года, член ЦК КПК 17-18 созывов (с 2007 года). Исключен из партии за коррупцию.

## Биография
По национальности ханец.
В рядах НОАК с 1968 года. На протяжении 32 лет служил в Синьцзяне, политкомиссар войск которого в 2004-2009 годах. (В 2000-2002 года служил в Ланьчжоуском военном округе.)
В 2002-2004 годах политкомиссар 21 армии НОАК, в те же годы обучался в Военно-политической академии НОАК.
В 2009-2012 годах политкомиссар Чэндуского военного округа.
С октября 2012 года политкомиссар ВВС НОАК.
Отмечалось, что в 2015 году он достигнет пенсионного возраста (65 лет).
Генерал-майор (июль 1997 года), генерал-лейтенант (июль 2006 года), генерал-полковник (30.07.2012).